# Arbacioida
De Arbacioida zijn een orde van zee-egels uit de superorde Echinacea.

## Families
- Acropeltidae Lambert & Thiéry, 1914 †
- Arbaciidae Gray, 1855
- Glypticidae Lambert & Thiéry, 1914 †

## Arbacioidaincertae sedis
- Dubarechinus Lambert, 1937 †
- Eucosmus L. Agassiz, 1846 †
- Gymnodiadema de Loriol, 1884 †